# Stazione di Fenosu
La stazione di Fenosu è una fermata ferroviaria situata nella parte settentrionale del territorio comunale di Ploaghe lungo la ferrovia Sassari-Tempio-Palau, utilizzata esclusivamente per i servizi turistici legati al Trenino Verde.

## Storia
La fermata venne realizzata dalle Ferrovie Settentrionali Sarde negli anni di costruzione della ferrovia tra Sassari e Palau, venendo inaugurata insieme al tratto iniziale della stessa  (tra Sassari e Tempio Pausania) il 16 novembre 1931. La titolarità dello scalo e della linea passò in seguito alle Strade Ferrate Sarde nel 1933, a cui subentrarono le Ferrovie della Sardegna nel 1989 e in seguito l'ARST nel 2010.
Sotto questa gestione la stazione venne chiusa al servizio di trasporto pubblico ordinario il 1º febbraio 2015, restando attiva per le sole relazioni del Trenino Verde che già interessavano occasionalmente la fermata da alcuni decenni, oltre che con una programmazione a calendario nel periodo estivo dal giugno 1997.
L'impianto dal febbraio 2015 è utilizzato esclusivamente per le relazioni turistiche del Trenino Verde, effettuate a cura dell'ARST.

## Strutture e impianti
La fermata è di tipo passante ed è dotata principalmente del solo binario di corsa della linea per Palau, avente scartamento da 950 mm e servito da una banchina.
L'impianto, impresenziato, è inoltre dotato di un fabbricato viaggiatori (chiuso al pubblico), un edificio a pianta quadrata con sviluppo su due piani e tetto a falde, con due luci sul binario di corsa; adiacente ad esso sono presenti i resti dell'edificio che ospitava le ritirate.
L'impianto era dotato di un locale per i servizi igienici, ancora presente ma non più agibile.

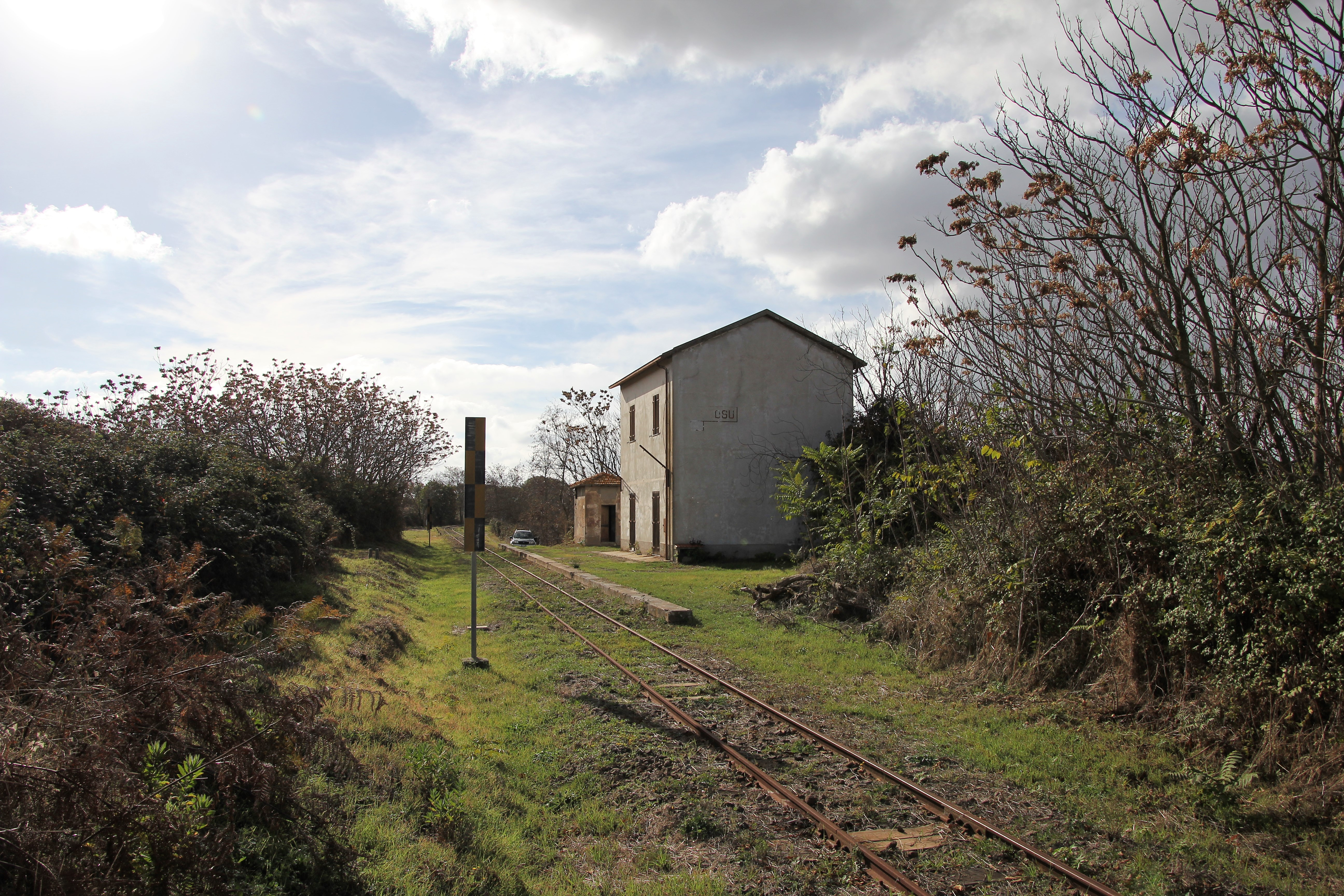
La fermata dal 2015 è utilizzata solo a scopi turistici
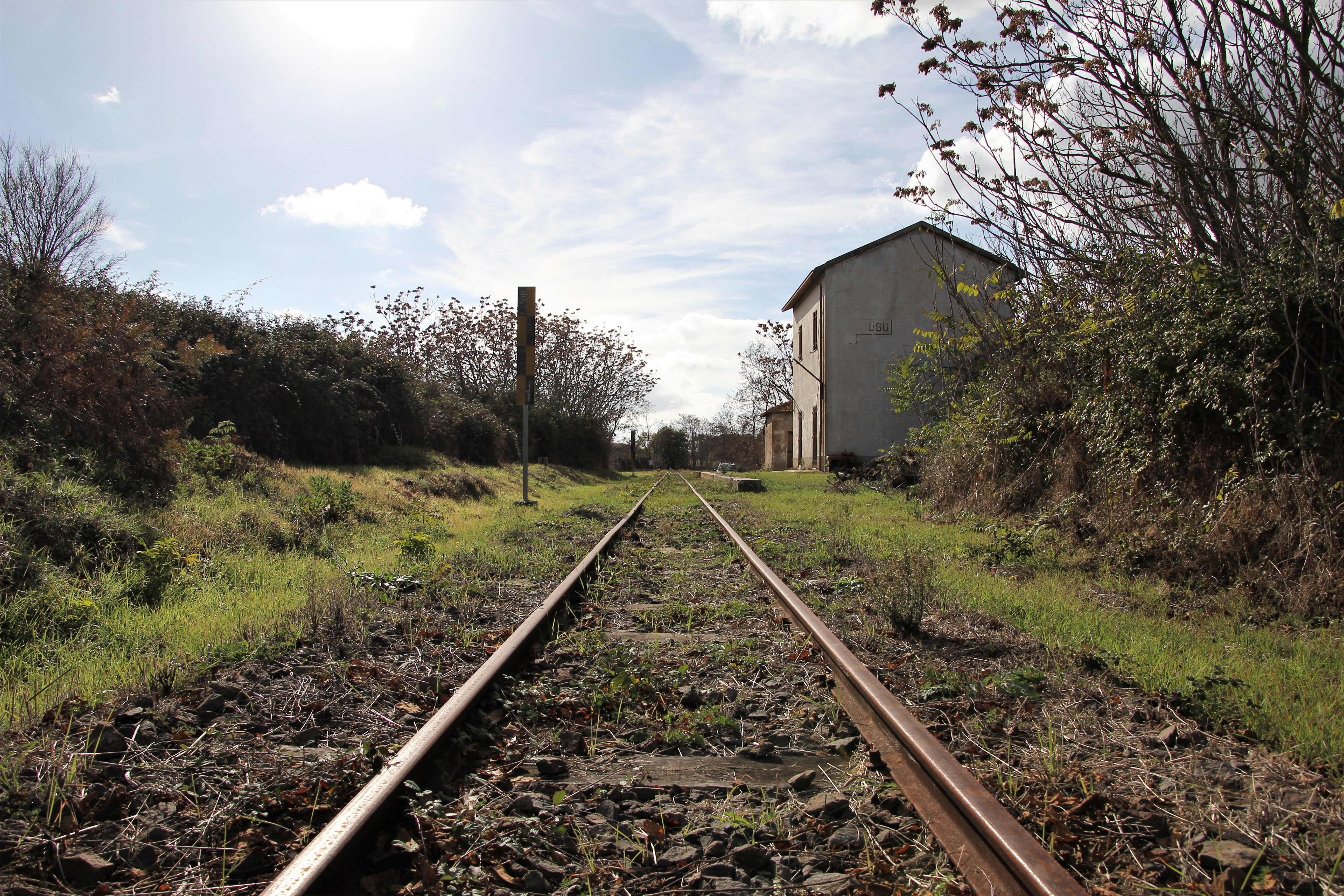
L'impianto è provvisto del solo binario di corsa
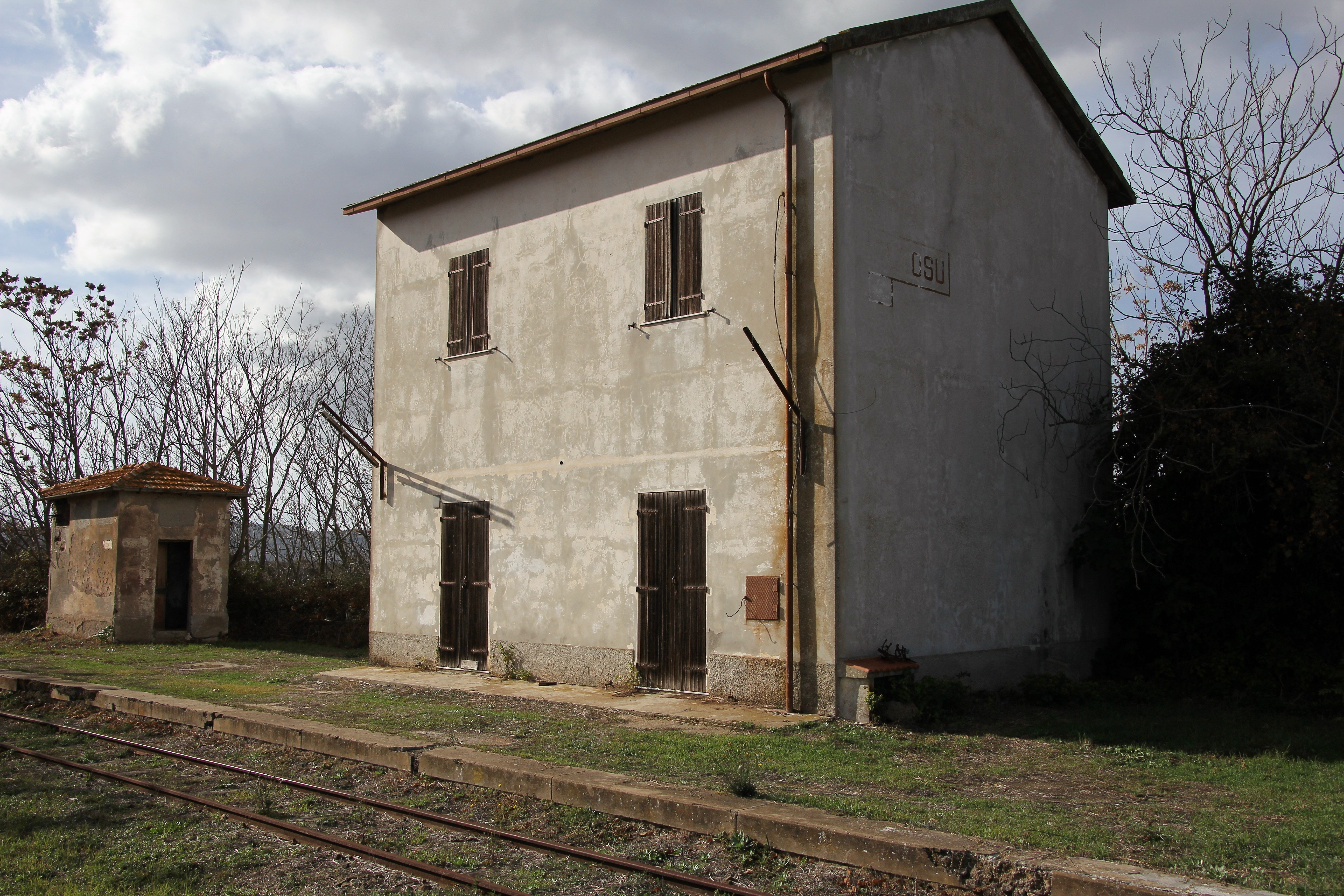
Gli edifici di stazione, con in primo piano il fabbricato viaggiatori e a seguire quello delle ritirate